# Inaba Masanori
Inaba Masanori est un nom japonais traditionnel ; le nom de famille (ou le nom d'école), Inaba, précède donc le prénom (ou le nom d'artiste).
Inaba Masanori (稲葉 正則) 29 juin 1623 – 4 juillet 1696 est un daimyō du domaine d'Odawara dans la province de Sagami (actuelle préfecture de Kanagawa) au début de l'époque d'Edo de l'histoire du Japon. Son titre de courtoisie est Mino no Kami.

## Biographie
Inaba Masanori est le deuxième fils du précédent daimyo d'Odawara, Inaba Masakatsu. Encore enfant quand sa mère meurt, il est élevé par sa grand-mère, Kasuga pas Tsubone, nourrice du shogun Tokugawa Iemitsu.
À la mort de son père en 1634, il devient chef du clan Inaba et hérite de la position de son père en tant que daimyo d'Odawara. Grâce à l'influence de sa grand-mère, il gravit rapidement la hiérarchie du shogunat Tokugawa et est nommé rōjū sous le shogun Tokugawa Ietsuna le 8 décembre 1681. Le 28 mai 1683 il se retire de la vie publique et transmet son domaine à son fils, Inaba Masamichi.